# Harvey Nichols
Harvey Nichols er en britisk luksus stormagasin-kæde, der blev grundlagt af Benjamin Harvey i 1831. Flagskibsbutikken ligger i Knightsbridge, London. Harvey Nichols forhandler modegenstande til mænd og kvinder, accessories, skønhedsprodukter, vin og mad. Selskabet blev købt af Debenhams i 1920.
Der findes butikker i London, Leeds, Edinburgh, Birmingham, Manchester, Bristol samt en Beauty Bazaar i Liverpool og en butik i Dundrum Town Centre i Dublin, Irland. Selskabet har også åbnet butikker og forhandlet deres varer flere andre steder i verden.